# Bryn Mawr College
Bryn Mawr College é uma faculdade privada de artes liberais para mulheres localizada em Bryn Mawr, uma comunidade da Pensilvânia, Estados Unidos. É uma das integrantes das Sete Irmãs. Possui cerca de 1300 graduandas e 450 pós-graduandas. É conhecida por ser a faculdade em que cursou Katharine Hepburn, que é considerada uma das melhores atrizes de todos os tempos.